# Der Große Katechismus
Der Große Katechismus ist eine von Martin Luther verfasste Lehrschrift.

## Vorgeschichte
Ausgangspunkt für die Erstellung von Katechismen ist das Bemühen, Kernelemente biblischer Überlieferung von Generation zu Generation weiterzugeben (Dtn 6,20 ff ).
Im Anschluss an kirchliche Praxis des Spätmittelalters predigten die Reformatoren seit 1517 regelmäßig über die Zehn Gebote, das Apostolische Glaubensbekenntnis und das Vaterunser. 1520 veröffentlichte Luther Eine kurze Form der zehn Gebote, eine kurze Form des Glaubens, eine kurze Form des Vaterunsers, wo erstmals die späteren drei ersten Hauptstücke in dieser Reihenfolge und Zuordnung auftreten. Gemeinsam mit Johannes Bugenhagen legte er ab 1525 besonderes Gewicht auch auf das rechte Verständnis der Sakramente. Die Reformatoren bezogen die Aussagen der Heiligen Schrift auf deren Anwendung in Gottesdienst und Alltag der Gläubigen. Was darüber hinausgeht, ist nicht mehr Gegenstand der Lehre; so entfallen alle positiven Hinweise auf die in der mittelalterlichen Kirche besonders hervorgehobenen Mariengebete.

## Ausarbeitung und Veröffentlichung
Luther unternahm 1528 Visitationsreisen durch sächsische Landgemeinden, die ihm zeigten, dass im Kirchenvolk der christliche Glaube nur lückenhaft und verzerrt bekannt war. Er arbeitete deshalb im Herbst/Winter 1528 eigene Predigten über die Stoffe des Katechismus zu einem Lehrbuch für die Pfarrer um. Im Januar 1529 unterbrach er die Arbeit, um zuerst (zunächst in Form von einzelnen Tafeldrucken) den Kleinen Katechismus zu veröffentlichen. Im Frühjahr 1529 hielt er erneut Predigten und vollendete auf deren Grundlage den Großen Katechismus. Ein erster Druck in Buchform erfolgte durch Georg Rhau in Wittenberg ab April 1529 unter dem Titel Deudsch Catechismus. Er enthielt eine Vorrede sowie ausführliche Einführungen in die Zehn Gebote, das Glaubensbekenntnis, das Vaterunser und die Sakramente Taufe und Abendmahl. Vom zweiten Druck, noch im selben Jahr, an umfasste der Große Katechismus die „Vermahnung zur Beichte“. Diese Ausgabe war geschmückt durch reiche Illustrationen, z. T. von Lucas Cranach dem Älteren. Eine zweite Vorrede verfasste Martin Luther 1530 für die dritte Auflage; sie ist auch in der letzten von seiner Hand bearbeiteten Ausgabe im Jahre 1538 enthalten.
Zu den ersten Übersetzungen des Großen Katechismus zählt eine von Johannes Bugenhagen erstellte niederdeutsche Fassung. Der Humanist Vincentius Obsopöus sorgte rasch nach Erscheinen des ersten Druckes für eine Fassung in lateinischer Sprache, die durch die Einarbeitung von Interpretationen und Zitaten antiker Schriftsteller erheblich an Umfang gewann.
Gemeinsam mit dem Kleinen Katechismus wurde der Große Katechismus ins Konkordienbuch (1580) übernommen und gehört zum Lehrbestand der Evangelisch-Lutherischen Kirche.

## Inhalt
1. (Längere) Vorrede (von 1530) 
(Kurze) Vorrede (von 1528)
2. Die Zehn Gebote Gottes
3. Die Hauptartikel des Glaubens
4. Das Gebet oder Vaterunser, so Christus gelehrt hat
5. Von der Taufe
6. Vom Sakrament des Altars (Abendmahl)
7. Eine kurze Vermahnung zur Beichte

## Ausgaben (Auswahl)
- Deudsch Catechismus. Rhaw, Wittenberg 1529 (Digitalisat).
- Weimarer Ausgabe. Band 30/1. Katechismuspredigten 1528; Großer und Kleiner Katechismus. 1910 (historisch-kritische Ausgabe; Digitalisat).
- Der Große und der Kleine Katechismus. Bearbeitet von Kurt Aland und Hermann Kunst. Vandenhoeck & Ruprecht, Göttingen 1985; 3. Auflage 2003, ISBN 3-525-52173-1.
- Irene Dingel (Hrsg.): Die Bekenntnisschriften der Evangelisch-Lutherischen Kirche: Vollständige Neuedition. Vandenhoeck & Ruprecht, Göttingen 2014, ISBN 978-3-525-52104-5, S. 912–1163 (historisch-kritische Ausgabe).